# Jean Marsh
Jean Lyndsey Torren Marsh, OBE (Stoke Newington, Londres, 1 de juliol del 1934 - 13 d'abril de 2025) fou una actriu anglesa, guionista ocasional, i cocreadora de les sèries de televisió A dalt i a baix i The House of Eliott.
Marsh va rebre el premi Primetime Emmy a la millor actriu en sèrie dramàtica per la seva interpretació de Rose Buck en Upstairs, Downstairs el 1975. Va tornar a interpretar el paper per al revival de la BBC emès al desembre del 2010.

## Biografia
Marsh era filla d'Emmeline Susannah Nightingale Poppy, una empleada de bar i de guarda-roba de teatre, i Henry Charles John Marsh, encarregat del manteniment de l'exterior i assistent d'impressió.
A Anglaterra, quan Marsh era jove, va estudiar interpretació i mímica, i va treballar com a cantant de cabaret i model fotogràfica. Durant els anys 50 i 60, Marsh va fer aparicions en sèries de televisió britànica i nord-americana, incloent-hi un episodi de La Dimensió Desconeguda titulat The Lonely (1959), en què interpretava Alicia, una robot femenina molt atractiva i vivaç, The Moon and Sixpence (1959) al costat de Laurence Olivier i Denholm Elliott, The Wonderful World of Disney (1961), Gideon's Way (1965), I Spy (1967), El Sant (4 episodis entre 1964 i 1968), i UFO.
Va aparèixer diverses vegades en la sèrie de la BBC Doctor Who. La primera vegada va aparèixer al costat de William Hartnell en el serial del 1965 The Crusade com a Lady Joanna. Va tornar després aquest mateix any com l'acompanyant Sara Kingdom en el serial de 12 episodis The Daleks' Master Pla. Encara que el personatge va morir al final d'aquest serial, Marsh va repetir el paper de Sara Kingdom en audioteatres a partir del 2008. També va aparèixer en el serial de televisió del 1989, Battlefield. Marsh va aparèixer com a Bertha Mason Rochester en la versió de George C. Scott i Susannah York de Jane Eyre, dirigida per Delbert Mann. La pel·lícula es va estrenar en cinemes al Regne Unit el 1970, i es va estrenar als Estats Units en televisió el 1971.
Al costat d'Eileen Atkins, va crear el drama d'època A dalt i a baix, i va interpretar el paper de la serventa Rose Buck mentre va durar la sèrie, entre 1971 i 1975. El programa es va fer popular internacionalment. Marsh va rebre l'Emmy a la millor actriu pel seu paper el 1975 i va ser nominada al mateix premi el 1974 i 1976. També va ser nominada a dos Globus d'Or pel mateix paper.
Marsh va ser la presentadora dels curts d'animació del Festival Internacional d'Animació del 1977. Després d'altres aparicions en televisió com a convidada, va esdevenir actriu secundària regular en la sèrie de televisió 9 to 5 entre 1982 i 1983.
Al cinema, va tenir un paper en la pel·lícula d'Alfred Hitchcock Frenesí (1972), i va interpretar la Sra. Grey en The Eagle Has Landed (1976), les respectives vilanes de les pel·lícules de fantasia Oz, un món fantàstic (1985) i Willow (1988). Marsh i Eileen Atkins crearien una segona sèrie de televisió, The House of Eliott, que es va produir entre 1991 i 1992. Aquesta vegada, Marsh no va actuar en la sèrie, però va escriure alguns dels episodis. El 1994, va fer el paper de vilana en la sèrie de Nickelodeon i Thames Television remake de The Tomorrow People, i va aparèixer en les produccions per a televisió Fatherland i The Pale Horse.
Del 2000 al 2002, Marsh va aparèixer en The Ghost Hunter, i el 2007 va aparèixer en el West End, en el revival de Boeing en el Comedy Theatre. També va fer una aparició en l'adaptació del 2007 de Jane Austen de Sentit i sensibilitat. Va aparèixer com a Lizzie en la producció de Babycow Productions Sensitive Skin el 2007 al costat de Joanna Lumley. Va aparèixer en un episodi de Crooked House al desembre del 2008.
El 26 de desembre del 2010, la BBC va fer un revival de tres parts d'A dalt i a baix, i s'emeté el primer episodi en BBC One el 26 de desembre del 2010, com a part de la programació nadalenca. Marsh va repetir el seu paper de Rose Buck, que havia tornat a Londres per portar una agència de servents domèstics després d'un període que va passar cuidant de la seva mare a Suffolk. Eileen Atkins, que va crear la sèrie original amb Marsh, també va actuar en la nova sèrie. Estava ambientada a la mateixa casa de Londres de la sèrie original d'ITV, al número 165 d'Eaton Place, aquesta vegada el 1936. Després, va començar a emetre's una temporada completa de la nova sèrie al febrer del 2012, encara que el personatge de Marsh va aparèixer menys sovint per raons de salut.
Marsh també ha escrit diversos llibres: Fiennders Abbey, The House of Eliott i Iris.

## Vida personal
Marsh va estar casada amb Jon Pertwee des del 1955 fins al seu divorci, el 1960. Ha tingut relacions amb Albert Finney, Kenneth Haigh, i el director de cinema Michael Lindsay-Hogg.
El 3 d'octubre del 2011, la BBC va anunciar que Marsh havia sofert un infart i es perdria el principi de la segona temporada d'A dalt i a baix. Finalment, només va poder aparèixer en dues escenes en tota la temporada, i el programa va ser cancel·lat.
Marsh va ser nomenada Oficial de l'Ordre de l'Imperi britànic en els Honors de l'Aniversari del 2012, pels seus serveis al drama.

## Filmografia
- 1961: Destination Danger (temporada 1, episodi 19): Kim Russell
- 1961: The Horsemasters (telefilm)
- 1963: Cleopatra: Octavia
- 1964 a 1968: The Saint (4 episodis): diversos papers
- 1965: Doctor Who: episodi «The Crusade»: Joana d'Anglaterra (1165-1199)
- 1965-1966: Doctor Who sèrie «The Daleks' Master Plan» (11 episodis): Sara Kingdom
- 1966-1967: The Informer (17 episodis): Sylvia Parrish
- 1967: I Spy (temporada 2, episodi 20): Catherine Faulkner
- 1971 a 1975: Upstairs, Downstairs (54 episodis): Rose Buck
- 1972: The Persuaders! (temporada 1, episodi 17): Nicola
- 1972: Frenzy: Monica Barling
- 1974: Dark Places: Victoria
- 1976: Ha arribat l'àguila: Joanna Grey
- 1977: The Waltons (temporada 5, episodi 23): Hilary von Kleist
- 1978: Hawaii Five-O (temporada 11, episodi 11): Germana Harmony
- 1980: The Changeling: Joanna Russell
- 1982-1983: 9 to 5 (26 episodis): Roz Keith
- 1983: The Love Boat (temporada 7, episodis 7 et 8): Celia Hoffman
- 1985: Return to Oz: infermera Wilson / Mombi
- 1988: Willow: Bavmorda
- 1989: Doctor Who (4 episodis): Morgaine
- 1993: S'ha escrit un crim (temporada 10, episodi 10): Glenda Highsmith
- 1994: Pàtria (Fatherland): Anna von Hagen
- 1999: Kavanagh (temporada 5, episodi 4): Lady Tibbit
- 2008: Sense and Sensibility: Mrs. Ferrars
- 2010-2012: Upstairs, Downstairs (5 episodis): Rose Buck

## Premis i nominacions

### Premis
- 1975: Primetime Emmy a la millor actriu en sèrie dramàtica per Upstairs, Downstairs

### Nominacions
- 1974: Primetime Emmy a la millor actriu en sèrie dramàtica per Upstairs, Downstairs
- 1975: Globus d'Or a la millor actriu en sèrie dramàtica per Upstairs, Downstairs
- 1976: Primetime Emmy a la millor actriu en sèrie dramàtica per Upstairs, Downstairs
- 1977: Globus d'Or a la millor actriu en sèrie dramàtica per Upstairs, Downstairs
- 2011: Primetime Emmy a la millor actriu en sèrie dramàtica per Upstairs, Downstairs